# Amber Riley

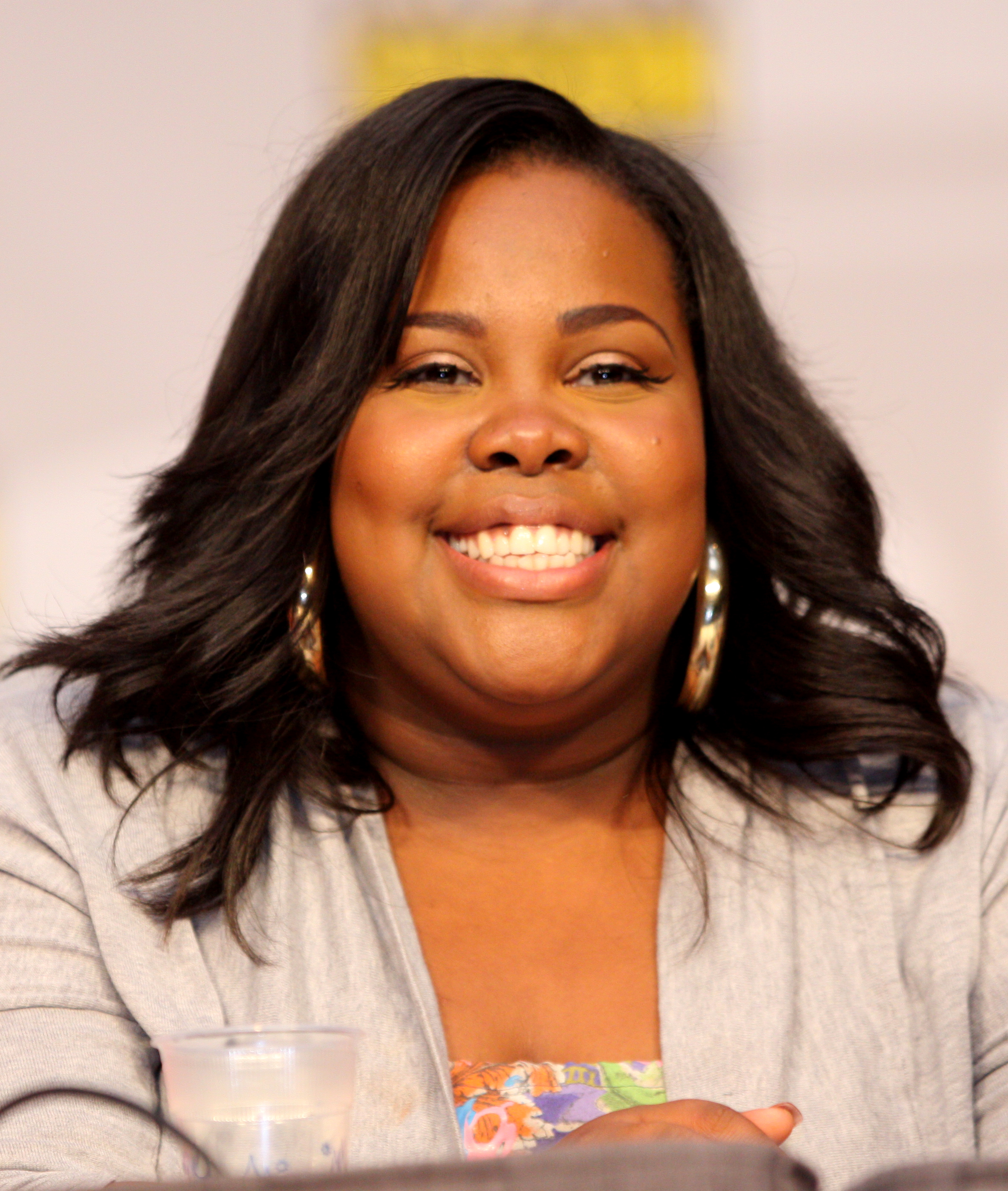
Amber Riley (2010)

Amber Riley (* 15. Februar 1986 in Los Angeles, Kalifornien als Amber Patrice Riley) ist eine US-amerikanische Schauspielerin und Sängerin, die durch ihre Rolle als Mercedes Jones in der Serie Glee bekannt ist.

## Leben
Riley bewarb sich bei der Casting-Show American Idol, wurde aber von den Produzenten abgelehnt. Sie schloss 2004 die Highschool in La Mirada, Kalifornien ab. Im Jahr 2007 sprach Riley für die Rolle der Effie in Dreamgirls vor, wurde aber aufgrund ihres Alters abgelehnt.
Riley spielte ab 2009 die Rolle der Mercedes Jones in der Serie Glee, wofür sie im Jahr 2011 eine Nominierung für den NAACP Image Award als Outstanding Supporting Actress in a Comedy Series erhielt. Darüber hinaus wurde sie 2010 für ihre schauspielerische Leistung mit anderen Darstellern der Serie mit einem Screen Actors Guild Award (Future Classic Award) geehrt und für den Teen Choice Award in der Kategorie Female Scene Stealer nominiert.
Im November 2012 gab sie ihr Bühnen-Debüt in der Off-Broadway-Revue Cotton Club Parade in New York.
Am 26. November 2013 gewann sie, trotz einer Knieverletzung, zusammen mit ihrem Tanzpartner Derek Hough die 17. Staffel der US-Tanz-Show Dancing with the Stars.
Im November 2016 debütierte Amber Riley in der Rolle der Effie Melody White im Musical Dreamgirls im Londoner West End. Für diese Rolle wurde ihr am 9. April 2017 in der Royal Albert Hall der Laurence Olivier Award in der Kategorie Beste Darstellerin in einem Musical verliehen.
Im November 2022 gewann Amber Riley als Harp die achte Staffel der US-amerikanischen Version von The Masked Singer. Von Januar bis Februar 2023 nahm sie als Jellyfish an der vierten Staffel der britischen Version teil, in der sie den vierten Platz erreichte.

## Filmografie
- 2002: St. Sass
- 2009–2015: Glee (Fernsehserie, 112 Episoden)
- 2010: Die Simpsons (Fernsehserie, 1 Episode)
- 2011: Glee on Tour – Der 3D Film (Glee: The 3D Concert Movie)
- 2016: Crazy Ex-Girlfriend (Fernsehserie, 1 Episode)
- 2018: Nobody’s Fool